# 完备空间
完备空间，或称完备度量空间（英語：Complete metric space）是具有下述性质的一种度量空间：空间中的任何柯西序列都收敛在该空间之内。 

## 例子
- 有理数空间不是完备的，因为{\displaystyle {\sqrt {2}}}的有限位小数表示是一个柯西序列，但是其极限{\displaystyle {\sqrt {2}}}不在有理数空间内。
- 实数空间是完备的
- 开区间{\displaystyle (0,1)}不是完备的。序列{\displaystyle ({\frac {1}{2}},{\frac {1}{3}},{\frac {1}{4}},{\frac {1}{5}},\cdots )}是柯西序列但其不收敛於{\displaystyle (0,1)}中任何的点。
- 令{\displaystyle S}为任一集合，{\displaystyle S^{N}}为{\displaystyle S}中的所有序列。如下定义{\displaystyle S^{N}}上任意两个序列{\displaystyle (x_{n})}和{\displaystyle (y_{n})}的距离：如果存在某个最小的{\displaystyle N}，使{\displaystyle x_{N}\neq y_{N}}，那么定义距离为{\displaystyle {\frac {1}{N}}}；否则（所有的对应项都相等）距离为0。按此方式定义的度量空间是完备的。该空间同胚于离散空间{\displaystyle S}的可数个副本的积。

## 相关定理
- 任一紧致度量空间都是完备的。实际上，一个度量空间是紧致的当且仅当该空间是完备且完全有界的。
- 完备空间的任一子空间是完备的当且仅当它是一个闭子集。
- 若{\displaystyle X}为一集合，{\displaystyle M}是一个完备度量空间，则所有从{\displaystyle X}映射到{\displaystyle M}的有界函数{\displaystyle f}的集合{\displaystyle B(X,M)}是一个完备度量空间，其中集合{\displaystyle B(X,M)}中的距离定义为：

{\displaystyle d(f,g):=\sup \left\{\,d(f(x),g(x)):x\in X\,\right\}}。
- 若{\displaystyle X}为一拓扑空间，{\displaystyle M}是一个完备度量空间，则所有从{\displaystyle X}映射到{\displaystyle M}的连续有界函数{\displaystyle f}的集合{\displaystyle C_{b}(X,M)}是{\displaystyle B(X,M)}（按上一条目的定义）中的闭子集，因而也是完备的。
- 贝尔纲定理：任一完备度量空间为一贝尔空间。就是说，该空间的可数个无处稠密子集的并集无内点。

## 完备化

### 定义
对任一度量空间{\displaystyle M}，我们可以构造相应的完备度量空间{\displaystyle M'}（或者表示为{\displaystyle {\bar {M}}}），使得原度量空间成为新的完备度量空间的稠密子空间。{\displaystyle M'}具备以下普适性质：若{\displaystyle N}为任一完备度量空间，{\displaystyle f}为任一从{\displaystyle M}到{\displaystyle N}的一致连续函数，则存在唯一的从{\displaystyle M'}到{\displaystyle N}的一致连续函数{\displaystyle f'}使得该函数为{\displaystyle f}的扩展。新构造的完备度量空间{\displaystyle M'}在等距同构意义下由该性质所唯一决定，称为{\displaystyle M}的完备化空间。
以上定义是基于{\displaystyle M}是{\displaystyle M'}的稠密子空间的概念。我们还可以将完备化空间定义为包含M的最小完备度量空间。可以证明，这样定义的完备化空间存在，唯一（在等距同构意义下），且与上述定义等价。
对於交换环及於其上的模，同样可以定义相对於一个理想的完备性及完备化。详见条目完备化 (环论)。

### 构造
类似于从有理数域出发定义无理数的方法，我们可以通过柯西序列给原空间添加元素使其完备。
对M中的任意两个柯西序列{\displaystyle x=(x_{n})}和{\displaystyle y=(y_{n})}，我们可以定义它们间的距离：
{\displaystyle d(x,y)=\lim _{n}d(x_{n},y_{n})}（实数域完备所以该极限存在）。按此方式定义的度量还只是伪度量，这是因为不同的柯西序列均可收敛到0。但我们可以象很多情况中所做的一样（比如从{\displaystyle L^{p}}到{\displaystyle {\mathcal {L}}^{p}}），将新的度量空间定义为所有柯西序列的集合上的等价类的集合，其中等价类是基于距离为0的关系（易于验证该关系是等价关系）。这样，令{\displaystyle \xi _{x}=\{y{\text{ 是 }}M{\text{ 上 的 柯 西 序 列 ： }}y_{n}\rightarrow x\}}，{\displaystyle M'=\{\xi _{x}:x\in M\}}，原空间{\displaystyle M}就以{\displaystyle x\rightarrow \xi _{x}}的映射方式嵌入到新的完备度量空间{\displaystyle M'}中。易于验证，{\displaystyle M}等距同构于{\displaystyle M'}的稠密子空间。
康托法构造实数是该完备化方法的一个特例：实数域是有理数域作为以通常的差的绝对值为距离的度量空间的完备化空间。

### 性质
康托爾的實數建構是上述構造的特例；此時實數集可表為有理數集對絕對值的完備化。倘若在有理數集上另取其它的絕對值，得到的完備空間則為p進數。
若將上述流程施於賦範向量空間，可得到一個巴拿赫空間，原空間是其中的稠密子空間。若施於一個內積空間，得到的則是希爾伯特空間，原空間依然是其稠密子空間。

## 相关概念
- 完备与闭：前面讲，完备类似于闭，那么，“完备”与“闭”的区别在何处呢？它们的区别在于，完备是空间或集合的性质，而闭是子集的性质。通常我们说某个集合是闭集或开集，实际上是指该集合是{\displaystyle R^{1}}或某个拓扑空间的闭子集或开子集。例如，开区间{\displaystyle (0,1)}是全集{\displaystyle (0,1)}或{\displaystyle (0,1)\cup (2,3)}的闭子集，因为{\displaystyle (0,1)}在这两个全集中的导集是其自身。但{\displaystyle (0,1)}是{\displaystyle R^{1}}的开子集。闭子集可以用收敛序列定义，因为收敛序列的极限点总是在閉子集中的，极限点在子集中与否决定该子集是否为闭子集。与此相对，完备性的定义中没有全集的概念，这也是为什么在其定义中必须用柯西序列而不能用收敛序列，因为在收敛序列的定义中必有极限点，若该极限点不在度量空间中，则收敛序列中的点到该极限点距离是未定义的。